# Bacidia hemipolia
Bacidia hemipolia är en lavart som först beskrevs av William Nylander och som fick sitt nu gällande namn av Gustaf Oskar Andersson Malme. 
Bacidia hemipolia ingår i släktet Bacidia och familjen Ramalinaceae. Enligt den finländska rödlistan är arten starkt hotad i Finland. Arten är reproducerande i Sverige. Artens livsmiljö är lundskogar.